# Erdinnere Wärme

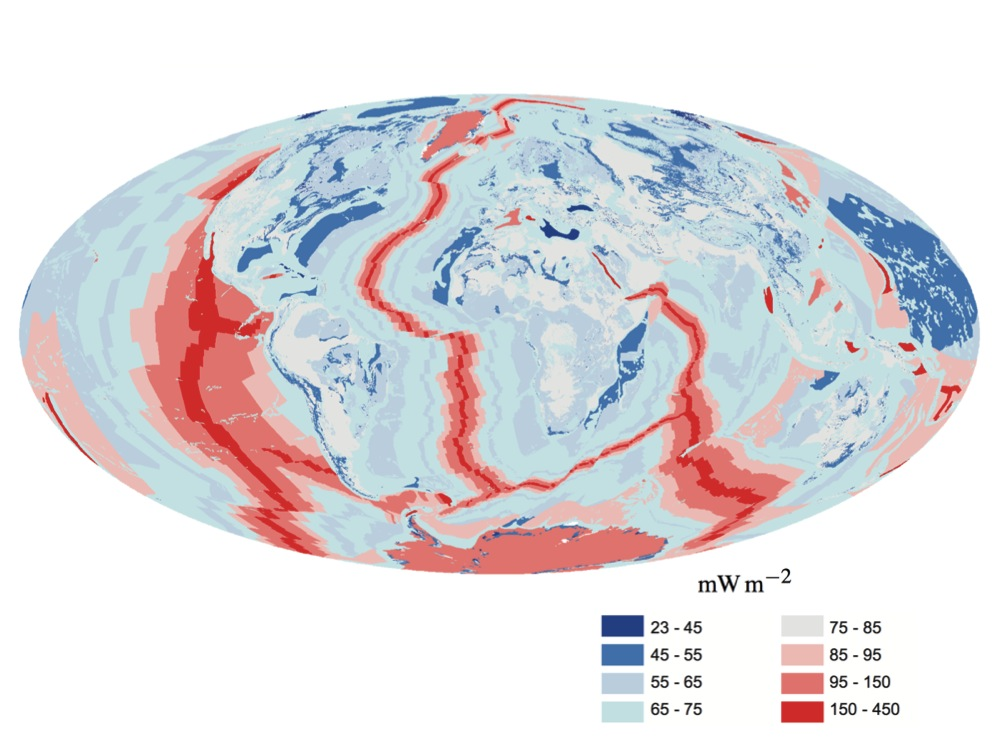
Globale Karte des Wärmeflusses in mW/m^{2} vom Erdinneren zur Oberfläche. Die größten Werte des Wärmeflusses fallen mit Mittelozeankämmen zusammen, die kleinsten Werte treten in stabilen kontinentalen Innenräumen auf.

Die innere Wärme der Erde verursacht die meisten geologischen Prozesse und steuert die Plattentektonik.
Der Wärmefluss vom Erdinneren zur Oberfläche wird auf 47 Terawatt (TW) geschätzt und stammt aus zwei Hauptquellen in etwa gleichen Mengen:
- radiogene Wärme, die durch radioaktiven Zerfall von Isotopen im Erdmantel und in der Erdkruste entsteht
- Primärwärme, die mit der Bildung der Erde verbunden ist.

Obwohl der gesamte innere Wärmefluss der Erde zur Oberfläche gut gemessen ist, ist der relative Beitrag der beiden Hauptwärmequellen der Erde sehr ungewiss, da sie nicht unabhängig gemessen werden können. Chemische und physikalische Modelle bieten Auslegungsbereiche von
- 15–41 TW für radiogene Wärme
- 12–30 TW für Primärwärme.

Trotz ihrer geologischen Bedeutung machen diese aus den Eingeweiden der Erde stammende Wärmeenergien nur 0,03 % der Gesamtenergiebilanz der Erde auf der Oberfläche aus. Den weit überwiegenden Anteil hat hier die einfallende Sonnenstrahlung mit einem gesamten Wärmefluss von 173.000 TW; für interne Erdprozesse ist die Sonneneinstrahlung jedoch nur minimal relevant, da sie – wenn sie überhaupt die Erdoberfläche erreicht und nicht vorher reflektiert wird – im täglichen Zyklus nur einige zehn Zentimeter und im jährlichen Zyklus nur einige zehn Meter in die Erde eindringt.

## Radiogene Wärme

Abschätzung der zeitlichen Entwicklung des radiogenen Wärmeflusses der Erde von der Erdentstehung bis zur Gegenwart.

Der radioaktive Zerfall von Elementen im Erdmantel und in der Erdkruste führt zur Bildung von Tochterisotopen und zur Freisetzung von Geoneutrino- und Wärmeenergie oder radiogener Wärme.
Vier radioaktive Isotope sind aufgrund ihrer Anreicherung im Vergleich zu anderen radioaktiven Isotopen für den größten Teil der radiogenen Wärme verantwortlich:
- Uran-238 (238U)
- Uran-235 (235U)
- Thorium-232 (232Th)
- Kalium-40 (40K).

Geoneutrino-Detektoren können den Zerfall von 238U und 232Th erfassen und so deren Beitrag zum Budget der radiogenen Wärme  abschätzen, während 235U und 40K auf diese Weise nicht erfasst werden.
Eine Analyse der Ergebnisse der Messung der Geoneutrinos ergab jedoch eine Schätzung, dass die Hälfte der gesamten internen Wärme der Erde radiogen ist, was mit früheren Schätzungen übereinstimmt.
Aufgrund des Mangels an Gesteinsproben aus Tiefen größer als 200 km ist es schwierig, die radiogene Wärme im gesamten Mantel genau zu bestimmen. Für die Schichten unter dem Mantel, d. h. im  Erdkern, zeigen geochemische Studien, dass aufgrund der hier vermuteten geringen Konzentration radioaktiver Elemente radiogene Wärme wohl keine signifikante Rolle spielt.
Die Erzeugung von radiogener Wärme im Erdmantel ist auch mit der Struktur der Mantelkonvektion verbunden, über die viel diskutiert wird. Es wird angenommen, dass der Mantel eine Schichtstruktur mit einer höheren Konzentration an radioaktiven Elementen im unteren Mantel aufweisen kann, oder dass kleine Bereiche, die mit radioaktiven Elementen angereichert sind, im gesamten Mantel verteilt sind.

## Primäre Wärme

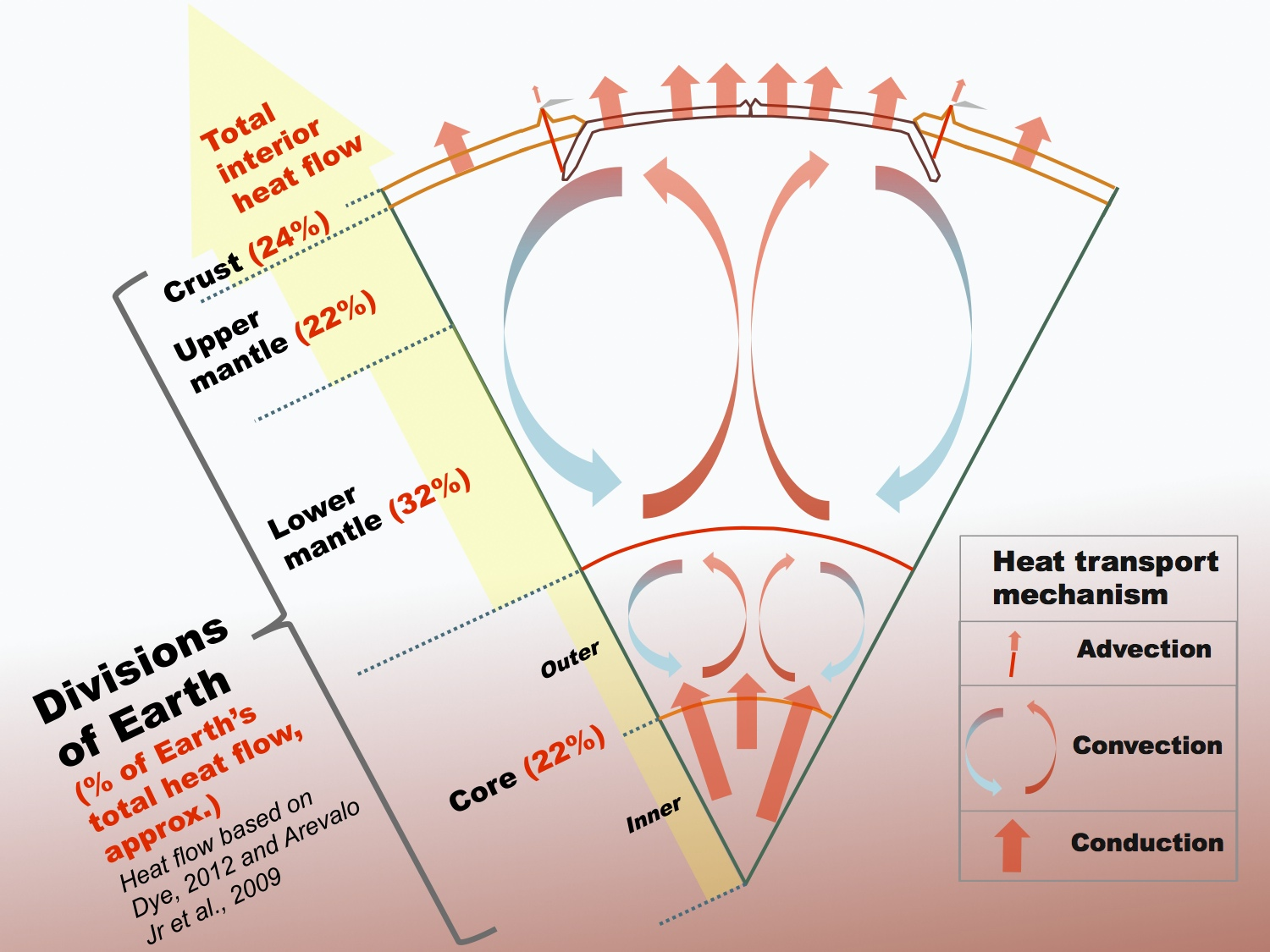
Querschnitt der Erde, zeigt ihre Hauptunterteilungen, deren ungefähre Beiträge zum gesamten internen Wärmefluss an die Oberfläche und die dominanten Wärmetransportmechanismen innerhalb der Erde

Die ursprüngliche Formation des dichten Erdkerns führte zu Überhitzung und schnellem Wärmeverlust. Nachdem der Mantel ausgehärtet war, hat sich der Wärmeverlust verlangsamt.
Der Wärmefluss aus dem Kern reicht zurzeit aus, um den konvektiven äußeren Kern sowie die Geodynamik und das Magnetfeld der Erde aufrechtzuerhalten.